# 257P/Catalina
La comète Catalina, officiellement 257P/Catalina, est une comète périodique du système solaire, découverte le 26 avril 2003 par le programme Catalina Sky Survey.